# Čumalovo
Čumalovo, česky dříve Čuma, ukrajinsky Чумальово, maďarsky Csománfalva, rumunsky Ciumalovo, je obec v Buštynské vesnické komunitě v okrese Ťačiv v Zakarpatské oblasti na Ukrajině. Osadou obce Čumalovo je Rivne. V roce 2025 zde žilo 2667 obyvatel; v celé obci pak 3035 obyvatel.

## Místní části
- Zaberež, ukrajinsky Забереж
- Rosochy, ukrajinsky Росохи

## Historie
Do uzavření Trianonské smlouvy byla obec součástí Uherska, poté byla součástí Československa. Od 15. dubna 1939 byla obec součástí samostatného státu Karpatská Ukrajina; o několik dní později bylo Zakarpatí obsazeno maďarskými vojsky. Od roku 1945 obec patřila k Ukrajinské sovětské socialistické republice, která byla součástí SSSR, a nakonec od roku 1991 patří samostatné Ukrajině.

## Sakrální stavby
- Ženský pravoslavný klášter (monastýr) Nanebevzetí Páně[3]
- Chrám Přímluvy Panny Marie

## Rodáci
- Antonij (Pakanyč) (*1967), ukrajinský duchovní Ukrajinské pravoslavné církve Moskevského patriarchátu, arcibiskup a metropolita boryspilský a brovarský.